# Nipoti miei diletti
Nipoti miei diletti è un film del 1974 diretto da Franco Rossetti.

## Trama

Un primo piano di Adriana Asti

Toscana, 1935. La borghese Elisabetta Cenci-Lisi è la bellissima e formosa zia di tre ragazzi nel pieno della loro maturità sessuale. In Italia impera il regime fascista, la cui propaganda richiama con successo i giovani per l'arruolamento volontario per la guerra coloniale in Abissinia. La donna, da sempre dedita al culto della pace, ricorre all'arma della seduzione riuscendo a sviarli dalla loro scelta; l'uno all'insaputa dell'altro, vivono la loro storia d'amore con la zia, fino a quando i giovani, una volta appagate le loro pulsioni, non resistono alla nuova campagna per l'intervento italiano nella guerra civile spagnola.
Vedendoli partire con il treno tenterà invano di dissuaderli con un disperato spogliarello alla stazione.

## Produzione
Diversi esterni sono stati girati a Chiusi, in provincia di Siena, citato nei titoli di coda. La tenuta del personaggio interpretato da Adriana Asti si trova in località Dolciano.
La scena finale in cui Adriana Asti si denuda è stata girata nella stazione di Roma San Pietro, a pochi passi dal Vaticano; l'episodio creò delle polemiche, anche a causa della presenza di alcuni religiosi.

## Distribuzione
Il film uscì al cinema nell'aprile 1974, col divieto di visione ai minori degli anni 18 "per la tematica nel suo complesso e per le numerose scene improntate ad accentuato erotismo".
Per la distribuzione in DVD nel 2018, la Direzione Generale Cinema e audiovisivo del MiBACT, dispone che, previ tagli, "considerati il tempo trascorso e la tipologia dei minori di oggi", al film venga concesso il nulla osta per la visione senza limiti di età.

## Critica
(Roberto Alemanno)
(Sandro Casazza)